# Lübecker Rat 1518
Der Rat der Hansestadt Lübeck in der Zusammensetzung des Jahres 1518.

## Bürgermeister
- Tideman Berck, seit 1501
- Hermann Meyer (Bürgermeister), seit 1510
- Thomas von Wickede (1470–1527), seit 1511
- Heinrich Witte (Bürgermeister), seit 1513

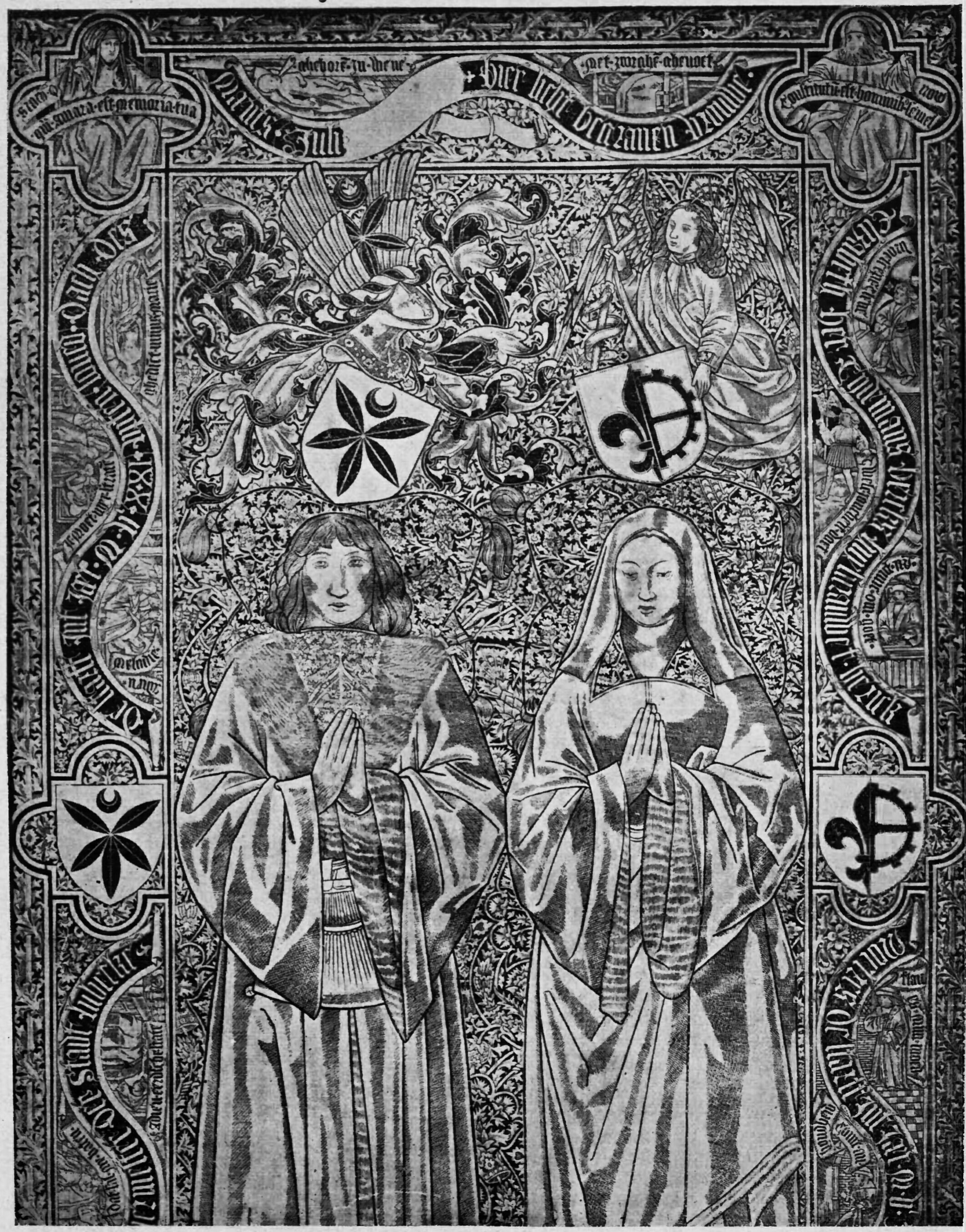
Tidemann Berck auf seiner Messing-Grabplatte in der Lübecker Marienkirche (Abzeichnung von Carl Julius Milde)
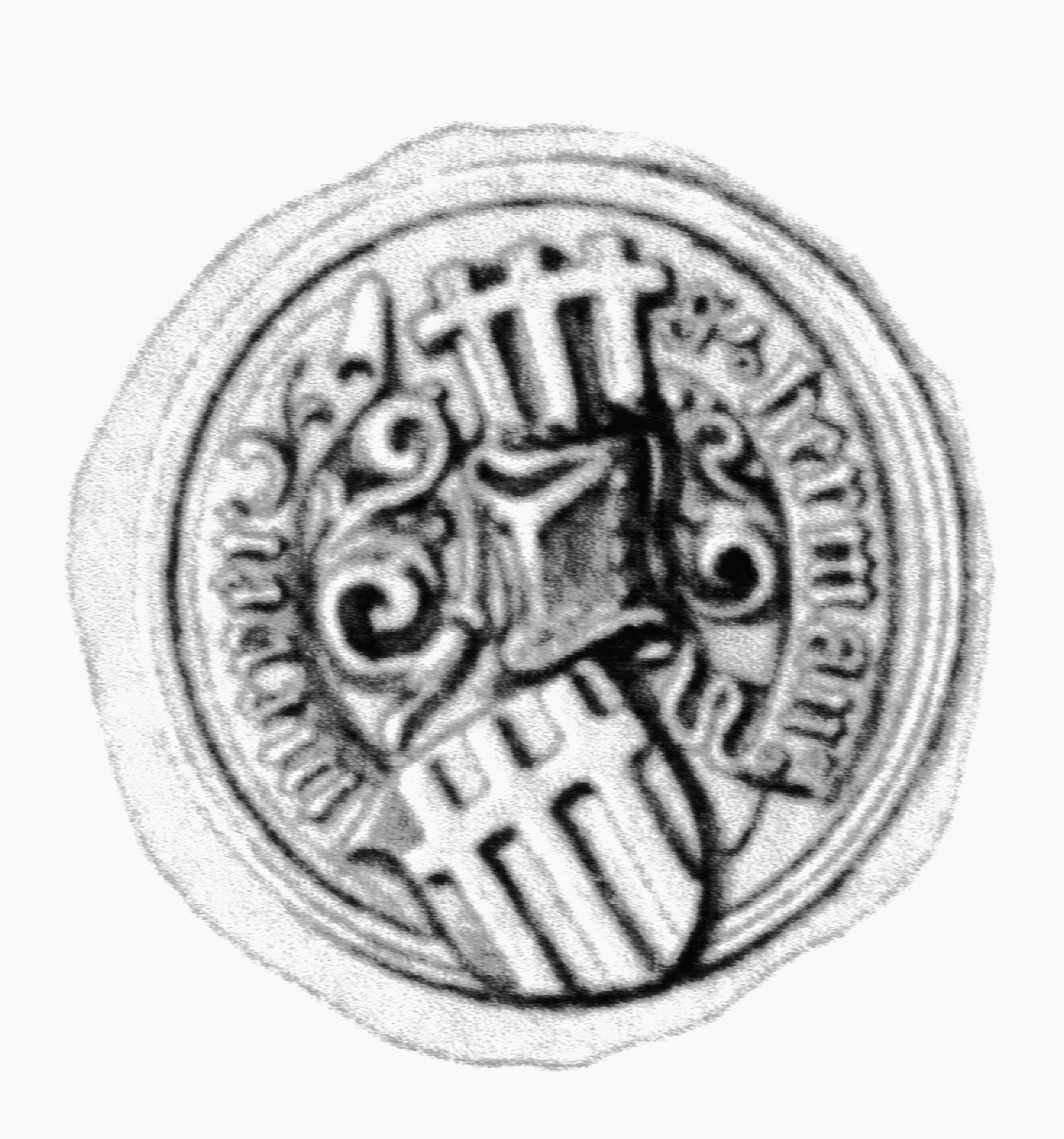
Siegel des Hermann Meyer um 1510
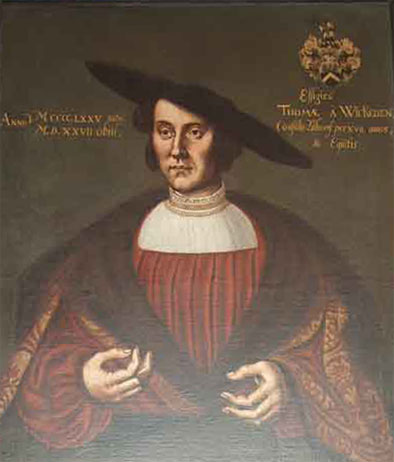
Thomas von Wickede in der Bürgermeistergalerie im Lübecker Rathaus

## Ratssyndicus
- Mattheus Packebusch

## Ratsherren
| Name und Lebensdaten                         | Ratslinie Nr. | Eintritt in den Rat     | Besonderheiten und Anmerkungen                                                                              | Abbildung |
| Berthold Kerkring († 1534)                   | 583           | 1500                    | 1524–1530 Amtmann in Bergedorf                                                                              |           |
| Eberhard von Rentelen († 1520)               | 585           | 1501                    | |           |
| Johann Nyestadt († 17. März 1518)            | 586           | 1501                    | |           |
| Johann Meyer (Ratsherr) († 1518)             | 587           | 1501                    | |           |
| Berend Bomhover († 1526)                     | 590           | 1501                    | Flottenführer ab 1509                                                                                       |           |
| Heinrich Warmboeke († 1532)                  | 591           | 1506                    | |           |
| Fritz Grawert                                | 596           | 1509–1532 und 1535–1538 | |           |
| Hermann Falcke († 1530)                      | 598           | 1509                    | Lübecker Bürgermeister                                                                                      |           |
| Heinrich Nenstede († 1529)                   | 599           | 1509                    | |           |
| Lambert Wickinghof (auch Wittinghof; † 1529) | 602           | 1514                    | Seit 1515 Mitglied der Zirkelgesellschaft                                                                   |           |
| Moritz Loff († 1526)                         | 603           | 1509                    | |           |
| Nikolaus Brömse (* um 1472; † 1543)          | 604           | 1514                    | 1520 Bürgermeister                                                                                          |           |
| Joachim Gercken († 1544)                     | 605           | 1514                    | 1531 |           |
| Johann Salige (* vor 1485; † 1530)           | 606           | 1518                    | |           |
| Heinrich Gruter († 1524)                     | 607           | 1518                    | |           |
| Konrad Schepenstede († 1527)                 | 608           | 1518                    | |           |
| Hinrich Kerckring (* 1479; † 1540)           | 609           | 1518                    | Zur Geschichte des von Jacob van Utrecht gemalten Altars mit dem Stifterbild Hinrich Kerckrings siehe dort. |           |

## Ratssekretäre
- Bernt Heineman
- Johann Badendorp
- Paulus van dem Velde